# Rohrbomben-Fall in den USA 2018
Der Rohrbomben-Fall in den USA beschreibt eine Serie von als Postsendung versandter Rohrbomben an bekannte Gegner des US-Präsidenten Donald Trump. Zehn Rohrbomben wurden an Politiker und Journalisten versandt. Zu den Adressaten gehörten unten anderem Barack Obama, Hillary Clinton und George Soros, aber auch der Schauspieler Robert De Niro sollte ein Rohrbombenpaket erhalten. Der Täter, Cesar Sayoc, wurde im August 2019 zu einer 20-jährigen Haftstrafe verurteilt.

## Tathergang
Am 22. Oktober wurde ein verdächtiges Päckchen im Briefkasten des Hauses des Investors George Soros in Bedford, New York, gefunden. Dieses wurde von Bombenspezialisten in einem nahegelegenen Waldstück gesprengt. Soros war zum Zeitpunkt des Vorfalls nicht in seinem Haus. Ein an Hillary Clinton adressiertes Päckchen wurde am nächsten Abend entdeckt, bevor es ihr Haus in Chappaqua, New York, erreichte.
Ein an den ehemaligen Präsidenten Barack Obama adressiertes Päckchen wurde vom Geheimdienst am 24. Oktober abgefangen. Zusätzlich wurde in der CNN-Poststelle im Time Warner Center in New York City ein Paket mit Sprengstoff und verdächtigem Pulver gefunden, das an den ehemaligen CIA-Direktor John O. Brennan gerichtet war. Brennan ist seit Februar 2018 als Senior National Security and Intelligence Analyst für MSNBC und NBC News tätig, hat aber in der Vergangenheit auch für CNN gearbeitet. Daraufhin wurde Bombenalarm ausgelöst.
Adressaten der Pakete, die vermutlich Rohrbomben enthielten, waren:
- George Soros, Philanthrop, hatte den Wahlkampf von Obama finanziell unterstützt
- Barack Obama, ehemaliger US-Präsident
- Hillary Clinton, ehemalige US-Außenministerin
- Eric Holder, ehemaliger US-Justizminister
- Joe Biden, ehemaliger US-Vizepräsident
- John O. Brennan, ehemaliger CIA-Direktor und Anti-Terror-Berater von Barack Obama
- Maxine Waters, Abgeordnete im Repräsentantenhaus (Demokraten / Kalifornien)
- Robert De Niro, Schauspieler, hatte Obama im Wahlkampf unterstützt

Weitere verdächtige Pakete noch unbekannten Inhalts gingen an:
- James R. Clapper, Nationaler Geheimdienstdirektor während der Präsidentschaft Obamas
- Cory Booker, Senator (Demokraten / New Jersey)
- Kamala Harris, Senatorin (Demokraten / Kalifornien)
- Tom Steyer, Philanthrop, Unterstützer der Demokraten, strebt ein Amtsenthebungsverfahren gegen Donald Trump an

## Ermittlungen
Das FBI durchsuchte ein Postzentrum in Opa-locka bei Miami. Die Ermittler gingen davon aus, dass alle Pakete an einer Stelle durch die US-Post gelaufen waren.
Am 26. Oktober 2018 nahmen US-Behörden eine Person fest, die mit den Rohrbomben in Verbindung stehen soll. Nach Medienberichten erfolgte der Zugriff im Großraum Miami (Florida). Offenbar waren die Ermittler vor allem den „digitalen Spuren“ des Verdächtigen gefolgt. Der tatverdächtige 56-jährige Cesar Sayoc sei polizeibekannt, eingetragenes Mitglied der Republikanischen Partei und Trump-Unterstützer. Er war bereits wegen einer Bombendrohung gegen den Stromversorger Florida Power & Light zu einer Bewährungsstrafe verurteilt worden. Er soll zuletzt wohnungslos gewesen sein und in seinem Kleinbus, einem auffällig mit Aufklebern versehenen Dodge Ram Wagon gelebt haben.
FBI-Chef Christopher A. Wray teilte mit, die Sprengsätze hätten aus einem etwa 15 Zentimeter langen PVC-Rohr, einer kleinen Uhr, einer Batterie, einer Verkabelung sowie einem explosiven Material bestanden; es könnten noch weitere bisher unentdeckte Paketbomben im Umlauf sein. Insgesamt seien mindestens 13 solcher Päckchen verschickt worden. Die gepolsterten Päckchen waren mit gedruckten Adressaufklebern versehen, als Absender war die ehemalige Parteivorsitzende der Demokraten Debbie Wasserman Schultz angegeben.

## Reaktionen
Präsident Donald Trump verurteilte die Anschlagsversuche, machte aber unter anderem die Medien für diese verantwortlich. Hillary Clinton brachte die „rücksichtlose Rhetorik“ Trumps mit den Anschlagsversuchen in Verbindung.
Trump beklagte in einem Tweet vom 26. Oktober, dieses „Bombenzeugs“ bremse den Aufwärtstrend seiner Partei bei den am 6. November 2018 bevorstehenden Halbzeitwahlen.